# Birther
Der Begriff Birther stammt aus dem Englischen (birth = Geburt) und bezeichnet die Anhänger einer Verschwörungstheorie, die proklamiert, Barack Obama sei nicht auf amerikanischem Territorium geboren worden und hätte deshalb nicht Präsident der Vereinigten Staaten werden dürfen. Die Bewegung der Birther wird als Birtherism bezeichnet.
Weil diese Verschwörungstheorie mit der Wahl des ersten afroamerikanischen Präsidenten entstand und 2020 nach Bekanntgabe der schwarzen Vizepräsidentschaftskandidatin Kamala Harris in anderer Form neu belebt wurde, wird sie in die Gruppe rassistischer Ideologien und Verschwörungstheorien eingeordnet.

## Grundlage
Wählbar für das Amt des Präsidenten sind in den Vereinigten Staaten nur Natural born citizens. Dieser Rechtsbegriff aus dem 18. Jahrhundert wird in der Verfassung nicht näher definiert. Unumstritten ist, dass jeder Mensch, der auf dem Boden der USA von amerikanischen Eltern geboren wird, ein natural born citizen ist. Die meisten Juristen sind sich einig, dass auch jemand, der mindestens einen amerikanischen Elternteil hat und außerhalb der USA geboren wurde oder der auf dem Boden der USA von nicht amerikanischen Eltern geboren wurde, diese Bedingung erfüllt. In diesem Sinne bedeutet natural born citizen also, Staatsbürger der USA von Geburt an zu sein. Eine Minderheitsposition besteht darin, dass eine Geburt auf dem Boden der USA erforderlich ist oder dass mindestens ein Elternteil oder sogar beide Staatsbürger der USA sein müssten oder beides. Birther vertreten diese Minderheitsposition und behaupten zusätzlich, Barack Obama würde diese Bedingung nicht erfüllen, da er nicht auf dem Boden der USA geboren sei, sondern zum Beispiel in Kenia, woher sein Vater stammt.
Auffallend ist, dass die Theorie viele Anhänger erst gewann, als mit Obama erstmals ein Schwarzer für das Amt des Präsidenten von einer der zwei großen Parteien nominiert wurde, und dass nur der Geburtsort Obamas thematisiert wurde. Sein republikanischer Gegenkandidat in der Wahl 2008, John McCain, wurde im Gegensatz zu Obama, der in Honolulu geboren wurde, tatsächlich außerhalb der USA geboren, nämlich in Panama beziehungsweise in der damaligen Panamakanalzone. Der Senat stellte damals in einer einstimmigen Resolution fest, dass McCain ein natural born citizen sei. Diese Resolution ist rechtlich allerdings nicht bindend, eine eindeutige gesetzliche Regelung oder höchstrichterliche Entscheidung zu der Frage gab es bisher nicht.

## Barack Obama
Um die Behauptungen über seinen Geburtsort zu widerlegen, veröffentlichte Obama im Juni 2008 ein Certification of Live Birth, eine Bestätigung, dass er am 4. August 1961 in Honolulu auf Hawaii geboren wurde. Obwohl die Echtheit von Vertretern des Krankenhauses und der zuständigen Behörden bestätigt wurde, setzten die Birther ihre Kampagne fort und behaupteten, das Dokument sei gefälscht bzw. es sei nicht die „richtige“ Geburtsurkunde, da es sich nur um einen Auszug aus dieser handle. 2011 veröffentlichte Obama die sogenannte Langform der Geburtsurkunde. Obwohl deren Echtheit von Loretta Fuddy, der Direktorin der hawaiianischen Gesundheitsbehörde, bestätigt wurde, wurde weiterhin behauptet, es handle sich um eine Fälschung. Tatsächlich vorhandene Auffälligkeiten dieser Langform, die als Zeichen für eine elektronische Bearbeitung gedeutet wurden, wurden vermutlich durch den als Xerox Bug bekannten Softwarefehler verursacht.

## Kamala Harris
2020 wurden die Birther wieder aktiv, als bekannt wurde, dass Kamala Harris als Vizepräsidentin kandidieren solle. Da ein Vizepräsident in das Amt des Präsidenten aufrückt, wenn der Präsident stirbt oder zurücktritt, sind die Anforderungen für das Amt die gleichen wie für das des Präsidenten. Im Falle von Harris wurde behauptet, ihre Eltern seien zum Zeitpunkt ihrer Geburt noch nicht eingebürgert gewesen und Harris sei deshalb kein natural born citizen. Diese These wurde von John C. Eastman in einem Gastbeitrag in Newsweek vertreten. Die Zeitschrift distanzierte sich später von dem Beitrag, entschloss sich aber, ihn aus Gründen der Transparenz online zu lassen.
Die meisten Rechtswissenschaftler widersprachen dieser Auffassung, teilweise bereits vor dem Newsweek-Essay von Eastman.

## Prominente Vertreter
Einer der ersten prominenten Vertreter des birtherism war Alan Keyes, ein Afroamerikaner, der Obama bei der Senatswahl 2004 als Kandidat der Republikaner unterlegen war. Er strengte 2008 eine Klage mit der Begründung an, Obama sei kein natural born citizen. Der bekannteste birther ist der spätere Präsident Donald Trump, der damit sein Profil im konservativen Lager der Republikaner schärfte.
Durch die anhaltende Propaganda waren sich viele Amerikaner unsicher, ob Barack Obama tatsächlich auf dem Boden der USA geboren sei. In einer 2010 von CNN veröffentlichten Umfrage gaben 27 % der Befragten an, sie hielten es für „sicher“ oder „wahrscheinlich“, Präsident Obama sei im Ausland geboren, bei den Anhängern der Republikaner lag der Anteil bei 41 %.